# Мустафа Ченгић
Мустафа Ченгић познатији као МуЧе је босанскохерцеговачки музички продуцент, инжењер звука, музички педагог и гитариста. Први велики успех постигао је као оригинални члан поставе босанскохерцеговачке гаражне рок групе Забрањено пушење под именом Мујо Снажни.

## Каријера
Ченгић је 1976. био један од оснивача и гитариста сарајевске хард рок групе Први чин. Следеће године бенд је распуштен без објављеног албума. Ченгић се придружио сарајевском гаражном рок бенду Забрањено пушење у јесен 1980. године. Као главни гитариста, снимио је са бендом прва два студијска албума : Das ist Walter (1984) и Док чекаш сабах са шејтаном (1985). Године 1986. напустио је бенд заједно са још неколико музичара. Са двадесет и седам година, Ченгић је напустио каријеру гитаристе да би се посветио студију звучног инжењеринга и постао музички продуцент.
Крајем осамдесетих година продуцирао је плоче за неколико сарајевских бендова и музичара попут ЛаБанде, Бомбардера, Мајора, Елвиса Ј. Куртовића и његових метеора и Милића Вукашиновића. Године 1990. био је суоснивач дискограске куће Раса која је постојала и током опсаде Сарајева захваљујући својим антиратним ставовима. У исто време, Ченгић је постао музички продуцент на Телевизији Босне и Херцеговине и организовао је неколико музичких фестивала.
Средином деведесетих година Ченгић се преселио у Италију, а живи у Болоњи. Као творац пројекта Rock sotto l'assedio имао је концерт у августу 1995. године на миланском Сан Сиру са Васком Росијем. У то време у Италији радио је за различите позиришне групе укључујући позориште у Болоњи. Ченгић је у Италији отворио студио за снимање, где је поред снимања миксао и продуцирао музику за неколико група као што су Opa Cupa, The Childbirth of Heavy Clouds, Amarcord, Bernstein School Of Musical Theater, World Youth Chamber Orchestra, Oblivion. Наредних година посветио се педагошком делатношћу, посветивши се усавршавању како у музичкој индустрији тако и у звучној техници.

## Дискографија
Забрањено пушење
- Das ist Walter (1984)
- Док чекаш сабах са шејтаном (1985)

Мајор
- Son Late Zigi Daj (1989)